# کالیدیاتو نیاکاته
کالیدیاتو نیاکاته (فرانسوی: Kalidiatou Niakaté‎؛ زادهٔ ۱۵ مارس ۱۹۹۵) بازیکن هندبال اهل فرانسه است.